# Saint-Romain-la-Motte
Saint-Romain-la-Motte és un municipi francès situat al departament del Loira i a la regió d'Alvèrnia-Roine-Alps. L'any 2007 tenia 1.514 habitants.

## Demografia

### Població
El 2007 la població de fet de Saint-Romain-la-Motte era de 1.514 persones. Hi havia 549 famílies de les quals 80 eren unipersonals (40 homes vivint sols i 40 dones vivint soles), 218 parelles sense fills, 243 parelles amb fills i 8 famílies monoparentals amb fills.
La població ha evolucionat segons el següent gràfic:
Habitants censats

### Habitatges
El 2007 hi havia 589 habitatges, 562 eren l'habitatge principal de la família, 9 eren segones residències i 18 estaven desocupats. 558 eren cases i 30 eren apartaments. Dels 562 habitatges principals, 487 estaven ocupats pels seus propietaris, 64 estaven llogats i ocupats pels llogaters i 11 estaven cedits a títol gratuït; 9 tenien dues cambres, 42 en tenien tres, 181 en tenien quatre i 331 en tenien cinc o més. 423 habitatges disposaven pel capbaix d'una plaça de pàrquing. A 169 habitatges hi havia un automòbil i a 371 n'hi havia dos o més.

### Piràmide de població
La piràmide de població per edats i sexe el 2009 era:
| Homes | Edats   | Dones |
| ----- | ------- | ----- |
| 0     | 95 o +  | 0     |
| 0     | 90 a 94 | 8     |
| 4     | 85 a 89 | 0     |
| 20    | 80 a 84 | 12    |
| 8     | 75 a 79 | 28    |
| 12    | 70 a 74 | 28    |
| 32    | 65 a 69 | 12    |
| 44    | 60 a 64 | 44    |
| 12    | 55 a 59 | 20    |
| 64    | 50 a 54 | 52    |
| 60    | 45 a 49 | 52    |
| 64    | 40 a 44 | 76    |
| 72    | 35 a 39 | 60    |
| 48    | 30 a 34 | 44    |
| 40    | 25 a 29 | 28    |
| 28    | 20 a 24 | 4     |
| 32    | 15 a 19 | 60    |
| 72    | 10 a 14 | 56    |
| 56    | 5 a 9   | 44    |
| 36    | 0 a 4   | 44    |

## Economia
El 2007 la població en edat de treballar era de 982 persones, 713 eren actives i 269 eren inactives. De les 713 persones actives 676 estaven ocupades (356 homes i 320 dones) i 37 estaven aturades (17 homes i 20 dones). De les 269 persones inactives 135 estaven jubilades, 74 estaven estudiant i 60 estaven classificades com a «altres inactius».

### Ingressos
El 2009 a Saint-Romain-la-Motte hi havia 560 unitats fiscals que integraven 1.566,5 persones, la mediana anual d'ingressos fiscals per persona era de 17.755 €.

### Activitats econòmiques
Dels 46 establiments que hi havia el 2007, 1 era d'una empresa alimentària, 2 d'empreses de fabricació de material elèctric, 4 d'empreses de fabricació d'altres productes industrials, 8 d'empreses de construcció, 10 d'empreses de comerç i reparació d'automòbils, 2 d'empreses de transport, 3 d'empreses d'hostatgeria i restauració, 1 d'una empresa d'informació i comunicació, 2 d'empreses financeres, 1 d'una empresa immobiliària, 6 d'empreses de serveis, 4 d'entitats de l'administració pública i 2 d'empreses classificades com a «altres activitats de serveis».
Dels 7 establiments de servei als particulars que hi havia el 2009, 1 era un taller de reparació d'automòbils i de material agrícola, 2 guixaires pintors, 1 lampisteria, 1 electricista, 1 perruqueria i 1 restaurant.
Dels 2 establiments comercials que hi havia el 2009, 1 era una fleca i 1 un drogueria.
L'any 2000 a Saint-Romain-la-Motte hi havia 40 explotacions agrícoles que ocupaven un total de 2.324 hectàrees.

## Equipaments sanitaris i escolars
El 2009 hi havia una escola elemental.

## Poblacions més properes
El següent diagrama mostra les poblacions més properes.